# Iglesia de San Bartolomé el Grande
La iglesia prioral de San Bartolomé el Grande (en inglés: The Priory Church of St Bartholomew the Great) es un templo anglicano de la Smithfield en Londres, fundado en 1123.
El edificio actual alberga el mejor legado de arquitectura normanda de Londres y es el segundo templo cristiano más antiguo de la City, tras la capilla de san Juan Evangelista en la Torre de Londres.

## Historia
La iglesia prioral fue levantada en 1123 por orden del prior Raherus, un presbítero de la catedral de San Pablo, en gratitud por su recuperación de unas fiebres adquiridas durante una peregrinación a Roma. Durante su convalecencia, Raherus tuvo visiones en las que san Bartolomé se le aparecía y le pedía la creación de un hospital y una iglesia con su nombre en la Ciudad. La supuesta recuperación milagrosa del religioso hizo que la iglesia fuese conocida por sus poderes curativos, llenándose de gente con enfermedades todos los veinticuatro de agosto, día de san Bartolomé.
El templo fue en su origen parte de un priorato, que comprendía el hospital de San Bartolomé. La disolución de los monasterios decretada por el rey Enrique VIII provocó la desaparición de la mitad del priorato, en 1543, conservándose únicamente por entero el edificio del hospital. La nave de la iglesia fue derribada, y sólo se salvaron el crucero, el coro y el presbiterio. Al recinto donde está la actual iglesia se accede por Smithfield, a través de un arco que correspondía a la antigua fachada del templo, y que ahora está rematado por una construcción de estilo Tudor. Desde aquí hasta la puerta de la actual iglesia, un pasillo empedrado recorre un espacio al aire libre sobre lo que fue la nave central del edificio, y que ahora ocupa en parte el cementerio de la parroquia. Algunas partes del claustro también se han conservado donde refrescos están disponibles para los visitantes.

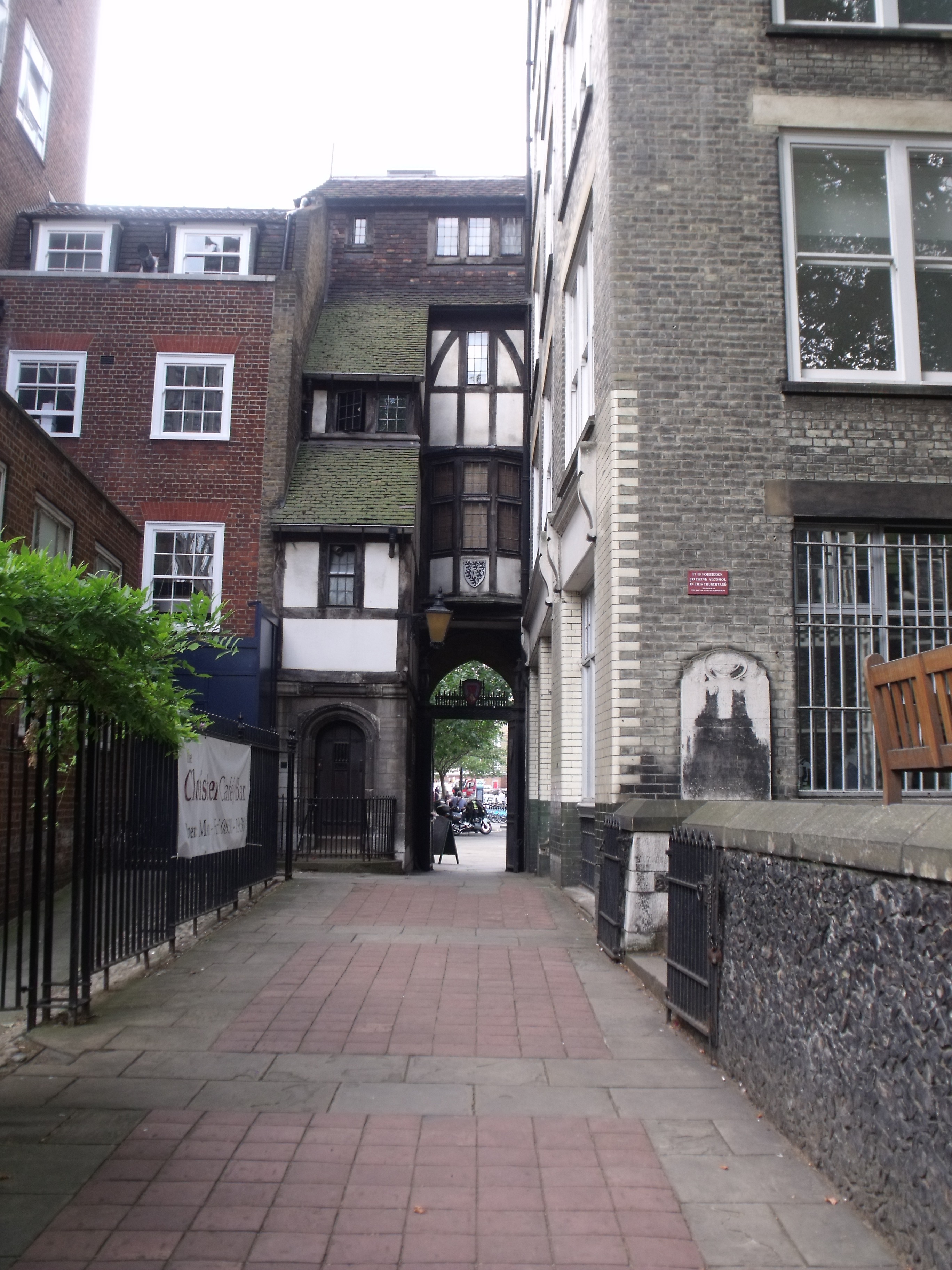
Entrada de la iglesia prioral
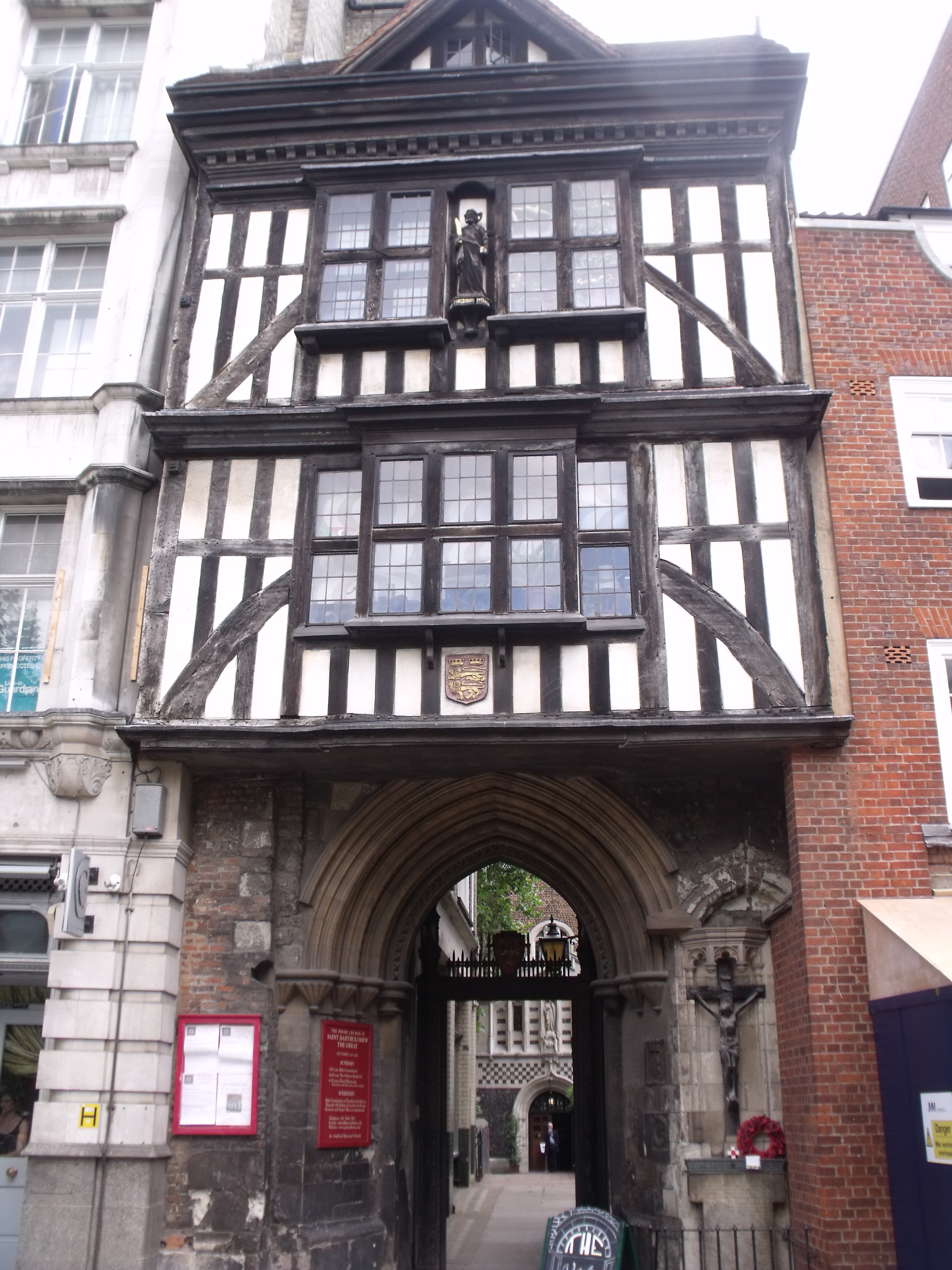
Fachada de la entrada en Smithfield
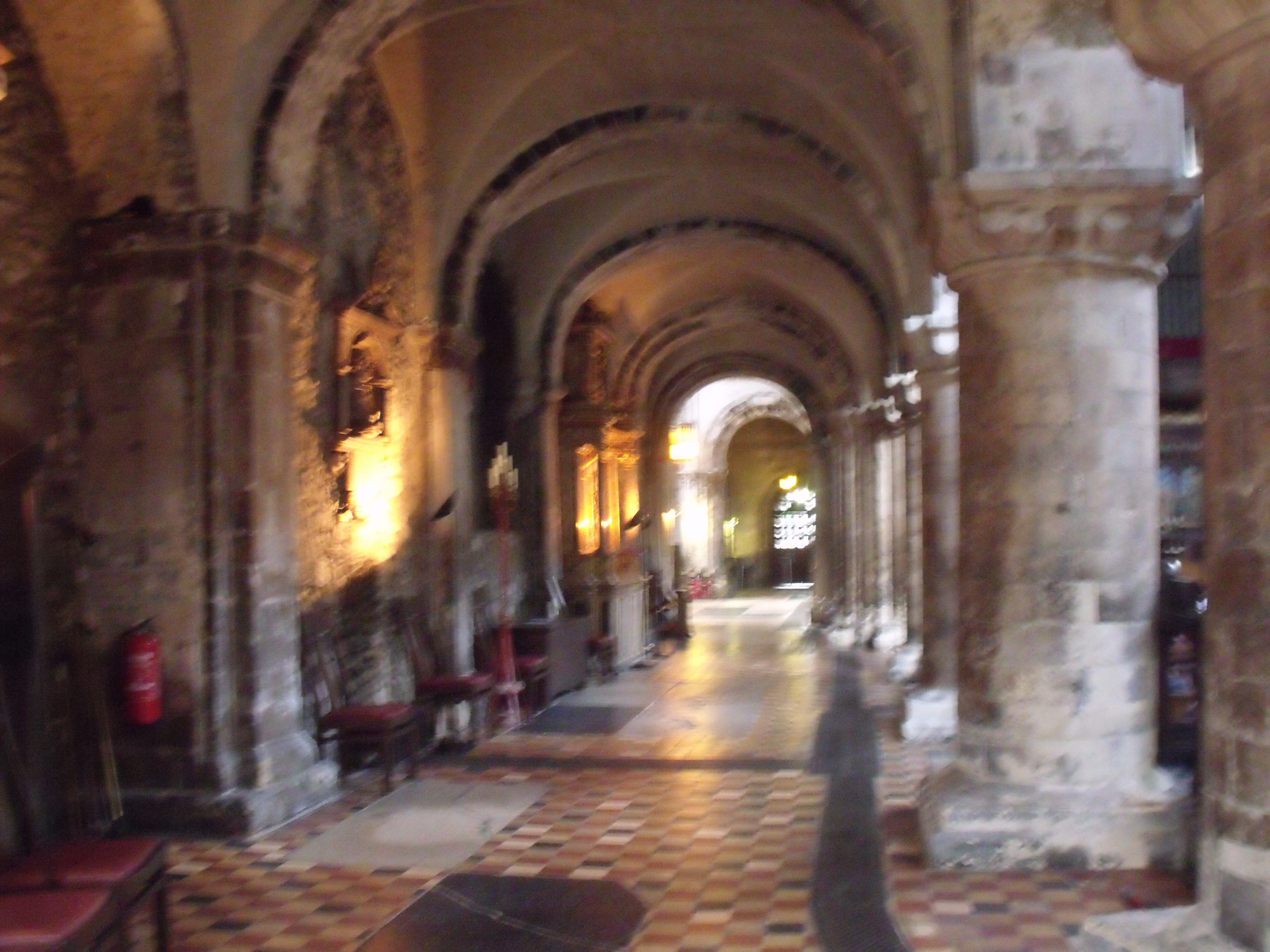
Nave lateral izquierda
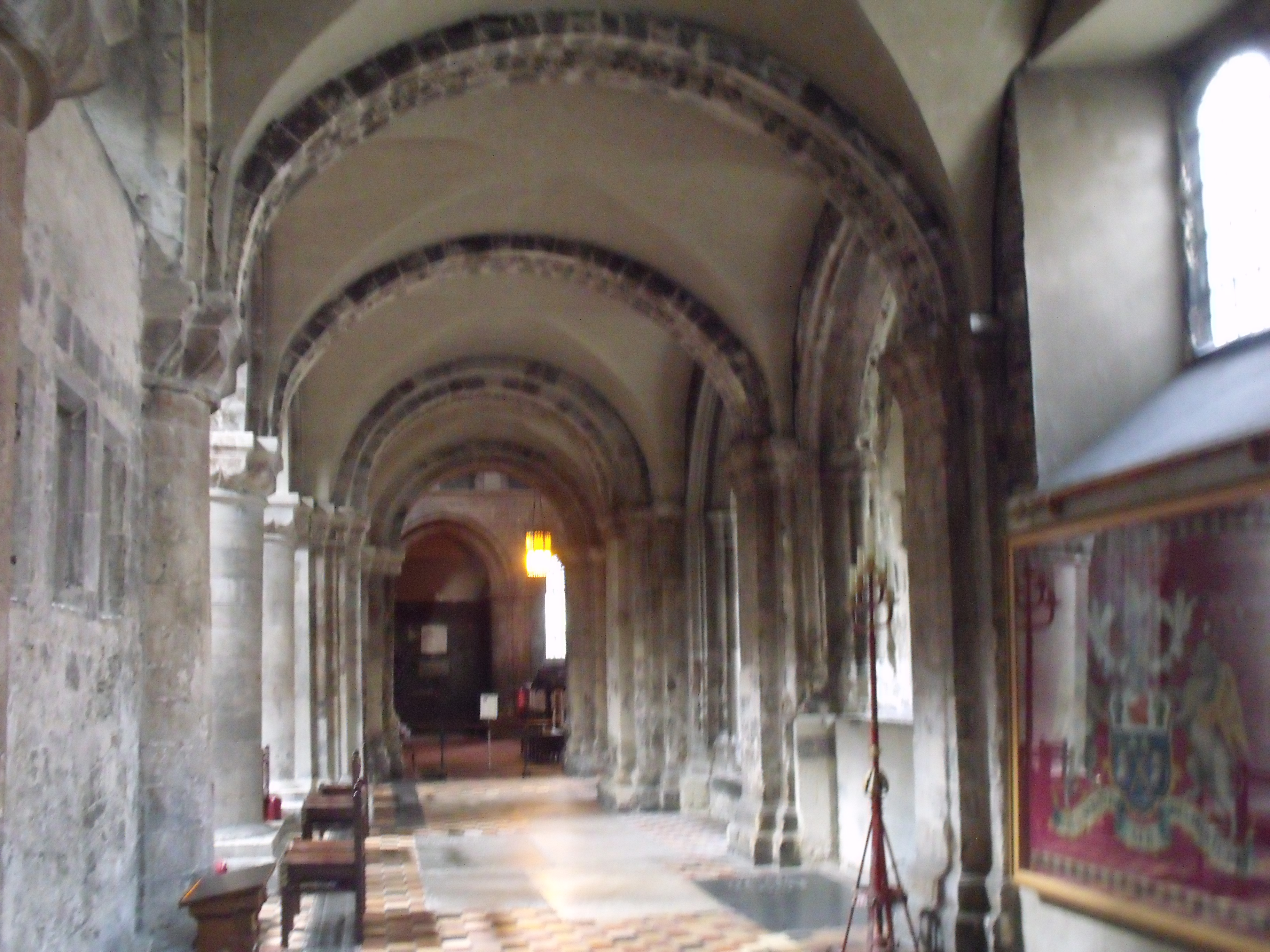
Nave lateral derecha
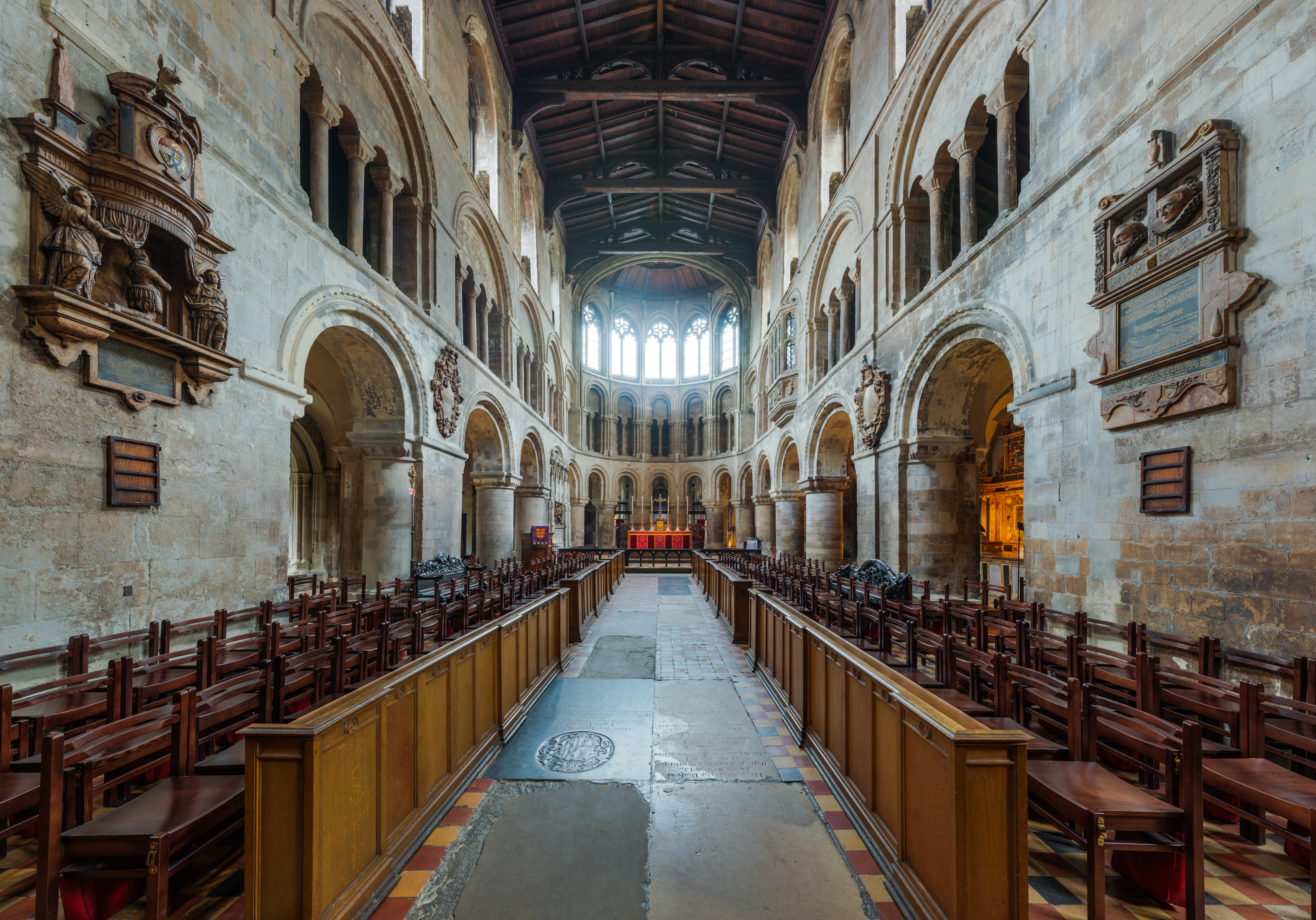
Nave central
Escudo de la iglesia prioral

La iglesia se salvó del gran incendio de Londres de 1666, pero fue abandonada y ocupada por vagabundos durante el siglo XVIII. A finales del siglo XIX y principios del XX se recuperó y restauró el templo, gracias a la intervención del arquitecto inglés sir Aston Webb y canon Edwin Savage, el rector (1929-44). La intervención total costó más de 60.000 libras. La capilla de Nuestra Señora, situada al este del templo, se había usado como zona comercial y como imprenta, en la que estuvo trabajando durante un año Benjamin Franklin; y el transepto situado al norte, como herrería. También fue uno de los pocos templos que se libraron de los daños causados durante los bombardeos de la Segunda Guerra Mundial.
El nombre del templo (con frecuencia abreviado como Great St Barts, en inglés) se debe a su vinculación con el hospital y el priorato del mismo nombre, y a que está dedicado a san Bartolomé. Dentro del recinto hospitalario se encuentra una iglesia más pequeña y de características históricas y artísticas menos destacables, por lo que recibe el nombre de iglesia de san Bartolomé el Menor (St Bartholomew-the-Less). El pintor William Hogarth fue bautizado en la iglesia de san Bartolomé el Grande en 1697.
La iglesia está catalogada, desde el 4 de enero de 1950, como monumento clasificado en grado I, lo que quiere decir que está considerada como edificio de interés excepcional por el gobierno británico. En noviembre de 2007 se convirtió en la primera iglesia parroquial del Reino Unido en cobrar entrada para los turistas no asistir a santa Misa.

## Curiosidades
El 11.º duque de Devonshire se casó en la iglesia prioral el año 1941, y desde 1962 a 2005 fue la capilla de la Sociedad Imperial de los Knights Bachelor, formada por personas nombradas caballeros por el monarca, pero que no pertenecen a ninguna orden de caballería. Fue fundada en 1912, y está presidida por la reina Isabel II: desde 2005, la Sociedad Imperial se reúne en la cripta de la catedral de San Pablo.
San Bartolomé el Grande es también la iglesia donde celebran sus servicios religiosos anuales varios antiguos gremios de Londres: el los Carniceros (uno de los siete gremios muy antiguos); los Fundidores (cuya sede linda con la iglesia); los Camiseros (creado en 1448, ocupa el octavo lugar de antigüedad en La City); los Armeros y los Herradores (creado en 1647); o el gremio de Agricultores (creado en 1955). Los modernos gremios, como los Informáticos (creado en 1992); y los Taxistas (creado en 2004); o los Publicistas (creado en 2000), también mantienen relación con esta iglesia prioral.
El servicio religioso en memoria del héroe escocés sir William Wallace, en el 700 aniversario de su muerte, tuvo lugar en San Bartolomé el Grande. La ejecución pública de Wallace, ocurrida en 1305, tuvo lugar cerca de la entrada del antiguo priorato, como así se recuerda en la placa conmemorativa situada en una de las paredes del hospital de san Bartolomé, a escasos metros de la iglesia prioral.

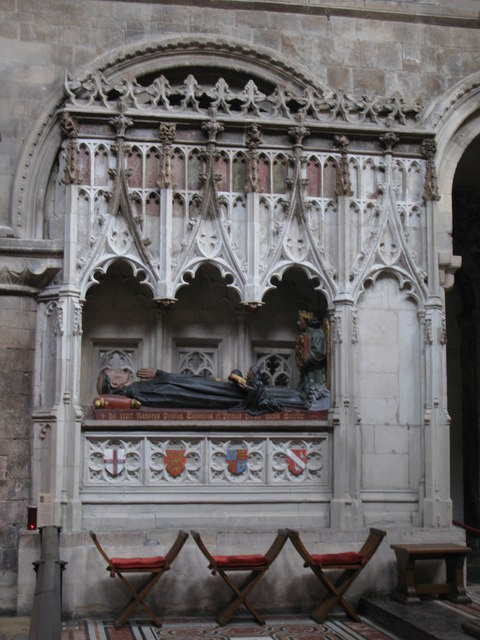
Sepulcro medieval del prior Raherus

### Escenario de películas y videoclips
La iglesia prioral de san Bartolomé el Grande ha sido el escenario de multitud de películas. La más famosa quizá sea la escena de la cuarta boda en la película Cuatro bodas y un funeral (1994), protagonizada por Hugh Grant. Otras películas con escenas rodadas en este templo han sido:
- Robin Hood: príncipe de los ladrones (1991)
- Jude (1996)
- Shakespeare in Love (1998)
- The End of the Affair (1999)
- Amazing Grace (2006)
- Elizabeth: la edad de oro (2007)
- The Other Boleyn Girl (2008)
- Sherlock Holmes (2009)
- Testament of Youth (Testamento de juventud; 2014)

Pero en ella también se han grabado algunos de los videoclips de las canciones más conocidas del grupo coral Libera.